# اشلند (کانزاس)
اشلند (به انگلیسی: Ashland) شهری در ایالت کانزاس کشور ایالات متحده آمریکا است که جمعیت آن در سرشماری سال ۲۰۱۰ میلادی، ۸۶۷ نفر بوده‌است.